# Ziggo Sport Totaal
Ziggo Sport Totaal es un servicio de televisión premium neerlandés operado por Ziggo y propiedad de VodafoneZiggo, una empresa conjunta entre Liberty Global y Vodafone. Ziggo Sport Totaal se lanzó como Sport1 junto con su servicio hermano Film1 el 1 de febrero de 2006 y reemplazó a los canales de Canal+ Países Bajos. Film1 fue vendida a Sony Pictures Television el 21 de julio de 2015, mientras que Sport1 siguió siendo propiedad de Liberty Global. En su lanzamiento, el servicio constaba de dos canales principales, seis slñales adicionales y una transmisión simultánea en alta definición del primer canal principal. El 2 de febrero de 2009, el número de canales adicionales se redujo a cuatro. Los canales adicionales solo transmiten cuando es necesario transmitir en vivo varios eventos deportivos al mismo tiempo. El servicio cambió su nombre a Ziggo Sport Totaal el 12 de noviembre de 2015.
Los canales están disponibles en el cable digital de la mayoría de las compañías de cable de los Países Bajos. El proveedor de satélite Canal Digitaal solo ofrece tres canales.

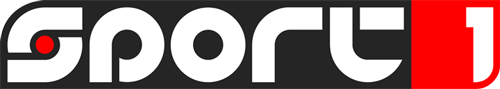
Antiguo logo como Sport1

## Canales
- Ziggo Sport: Canal primario
- Ziggo Sport 2: Señal dedicada al fútbol
- Ziggo Sport 3: Canal con temática de carreras
- Ziggo Sport 4: Señal dedicada al tenis
- Ziggo Sport 5: Canal de documentales deportivos[4]
- Ziggo Sport 6: Señal con programación de golf
- Ziggo Sport On Demand: Servicio S-VOD bajo demanda con los mejores momentos deportivos
- Ziggo Sport Totaal Go: App con toda la programación de los canales en vivo

Ziggo Sport, que ofrece transmisiones en vivo de los principales eventos deportivos, era exclusivo para los suscriptores de Ziggo y no estaba incluido en Ziggo Sport Totaal. Sin embargo, Ziggo Sport y Ziggo Sport Select se fusionaron en un solo canal de televisión el 2 de julio de 2024.